# Boothipuram
Boothipuram es una ciudad y nagar Panchayat situada en el distrito de Theni en el estado de Tamil Nadu (India). Su población es de 11022 habitantes (2011). Se encuentra a 17 km de Theni.

## Demografía
Según el censo de 2011 la población de Boothipuram era de 11022 habitantes, de los cuales 5605 eran hombres y 5417 eran mujeres. Boothipuram tiene una tasa media de alfabetización del 73,81%, superior a la media estatal del 80,09%: la alfabetización masculina es del 82,99%, y la alfabetización femenina del 64,37%.